# Copa Saeta Internacional
La Copa Saeta Internacional se la disputó el 30 de julio de 1992 en un partido único entre el Club Sport Emelec y el Barcelona Sporting Club, equipos que se enfrentan en el derbi del fútbol ecuatoriano, el Clásico del Astillero.
El amistoso-copa fue el en el Downing Stadium de Nueva York, Estados Unidos. Fue el primer Clásico del Astillero disputado fuera de Ecuador.

## Equipos participantes
|  | Emelec    |
|  | Barcelona |

## El partido
El partido se disputó ante 15.000 espectadores, fue un encuentro parejo y muy emotivo. El único gol del partido fue favorable a Emelec, llegó a los 49 minutos, luego de un saque lateral de Dannes Coronel, Ivo Ron realiza una jugada cerca de la raya final y lanza un centro al área que Ángel Fernández lo concretó en gol.
Con el triunfo Emelec se llevó la Copa Saeta Internacional y el encargado de alzarla fue el defensa Luis Enrique Capurro.
Alineaciones:
Emelec: Jacinto Espinoza en el arco; Dannes Coronel, Máximo Tenorio, José Minda y Luis Capurro en la defensa; Marcelo Morales, Kléber Fajardo, Ivo Ron y Marcelo Benítez en el mediocampo; Ángel Fernández y Humberto Garcés en la delantera. Director Técnico: Salvador Capitano.
Barcelona: Carlos Luis Morales en el arco; Jimmy Montanero, Raúl Noriega y Freddy Bravo en la defensa; Claudio Alcívar, Julio César Rosero, Tony Gómez, Rubén Darío Insúa y José Gavica en el mediocampo; Carlos Muñoz y Gilson de Souza en la delantera. Director Técnico: Paulo César Carpegiani.
| 30 de julio de 1992 | Emelec              | 1:0' | Barcelona | Downing Stadium, Nueva York                              |                                                          |
|                     | 49' Ángel Fernández |      |           | Asistencia: 15.000 espectadores Árbitro(s): Jack Taquila | Asistencia: 15.000 espectadores Árbitro(s): Jack Taquila |

|                |
| Campeón Emelec |